# Ioannis Mitropoulos
Ioannis Mitropoulos (født 1874, ukendt dødstidspunkt) var en græsk gymnast. Han deltog i de første Olympiske Lege i 1896 i Athen. 
Mitropoulos vandt den første guldmedalje for Grækenland i ringe i gymnastik. Ni mænd deltog i konkurrencen, der blev meget tæt mellem Mitropoulos og tyskere Hermann Weingärtner, idet tre af dommerne stemte for grækeren som vinder og tre for tyskeren. Derpå afgjorde prins Georg konkurrencen til Mitropoulos' fordel.
Han stillede også op i barre, hvor hans placering ikke er kendt. I barre for hold var han med på holdet Ethnikos Gymnastikos Syllogos, der blev nummer tre efter Tyskland, der vandt guld, og et andet græsk hold, Panellinios Gymnastikos Syllogos.
Mitropoulos blev senere advokat.